# Rajon Selenogradsk
Der Rajon Selenogradsk (1946–1962 Rajon Primorsk) ist eine Verwaltungseinheit in der russischen Oblast Kaliningrad. Er umfasst einen Großteil  der Halbinsel Samland.
Seit 2015 besteht der Rajon nur noch administrativ-territorial und wird mit Administrativer Rajon Selenogradsk (russisch Зеленоградский административный район) bezeichnet. Die kommunale Selbstverwaltung wird als Munizipalkreis organisiert, dessen Verwaltungssitz die Stadt Selenogradsk (Cranz) ist.
Der Rajon Selenogradsk gehört zusammen mit der Stadt Kaliningrad und dem Rajon Gurjewsk zu den Siedlungsschwerpunkten des Kaliningrader Gebietes. Zum Rajon gehört auch die Wasserfläche des russischen Anteils am Kurischen Haff.

## Kommunale Selbstverwaltung
Auf dem Territorium des Rajons Selenogradsk besteht die kommunale Selbstverwaltungseinheit Munizipalkreis Selenogradsk (ru. Зеленоградский муниципальный округ, Selenogradski munizipalny okrug) mit der Stadt Selenogradsk und den weiteren auf dem Territorium des Rajons befindlichen 111 Siedlungen (ru. possjolok).

## Partnerschaften
Der Rajon Selenogradsk unterhält seit 1991 eine Partnerschaft mit dem Kreis Pinneberg. Diese Partnerschaft ist aus der Patenschaft des Kreises Pinneberg mit dem ehemaligen Landkreis Fischhausen entstanden.
Der Verein Selenogradsk e. V. und der russische Partnerverein Pinneberg-Selenogradsk arbeiten auf den Gebieten Völkerverständigung, Jugendarbeit, humanitäre Hilfe und Kulturaustausch eng zusammen.
Des Weiteren besteht eine Partnerschaft mit dem Landkreis Bad Doberan.

## Geschichte
Der Rajon wurde am 7. April 1946 als Semlandski rajon (rus. Земландский район) gegründet. Von seinem Namen her schloss er an den von 1939 bis 1945 bestehenden Landkreis Samland an, von seinem Gebietsumfang her aber an den bis 1939 bestehenden Kreis Fischhausen. Sein Verwaltungssitz wurde auf dem Papier die im Krieg stark zerstörte Stadt Fischhausen (amtlich Fischchausen); in Wirklichkeit wurde der Rajon aber von Cranz (amtlich Kranz) aus verwaltet. Zuständig für den Rajon war ab Ende Mai 1946 zunächst die „Verwaltung für zivile Angelegenheiten des Rajons Samland“ (ru. Управление по гражданским делам Земландского района, Uprawlenie po graschdanski delam Semlandskowo rajona).
Am 7. September 1946 wurde die Stadt Fischhausen in Primorsk umbenannt und der Rajon in Primorski rajon (rus. Приморский район) (Rajon Primorsk). Am 19. Juni 1947 wurde zur Verwaltung des Rajons das Exekutivkomitee des Primorsker Rajonsowjets der Abgeordneten der Werktätigen ernannt (ru. Исполнительный комитет Приморского районного Совета депутатов трудящихся, Ispolnitelny komitet Primorskowo rajonowo Soweta deputatow trudjaschtschichsja; kurz: Приморский Райисполком, Primorski Rajispolkom). Am 25. Juli 1947 wurde der Verwaltungssitz auch amtlich in die Stadt Selenogradsk (ehemals Cranz) verlegt. An diesem Tag schied die Stadt Swetlogorsk (Rauschen) aus dem Rajon aus und wurde rajonfrei. Spätestens an diesem Tag schied auch die Stadt Baltijsk (Pillau), die schon am 18. September 1945 durch einen Kontrollpunkt abgeriegelt worden war, aus dem Rajon aus und wurde rajonfrei.
Im Jahr 1949 wurde der zur Arbeitersiedlung beförderte Ort Swetly (Zimmerbude und Peyse) aus dem Rajon ausgegliedert und unter die Verwaltung der Stadt Baltijsk gestellt.
Am 12. Dezember 1962 wurden im Rahmen einer allgemeinen Verwaltungsreform der Rajon Primorsk aufgelöst und seine Dorfsowjets dem Rajon Gurjewsk angegliedert.
Wiederhergestellt wurde der Rajon am 12. Januar 1965 als Selenogradski rajon (rus. Зеленоградский район). Sein Verwaltungssitz wurde wieder die Stadt Selenogradsk. Verwaltet wurde der Rajon dann entsprechend vom Selenogradski Rajispolkom. Dem Rajon nicht mehr zugehörig waren die Bereiche der Siedlungssowjets Jantarny (Palmnicken) und Primorje (Groß Kuhren) sowie die Stadt Pionerski (Neukuhren), die dem Stadtsowjet von Swetlogorsk unterstellt wurden und die Stadt Primorsk, die vom Stadtsowjet von Swetly mitverwaltet wurde. Vermutlich kam es dabei zu einem Gebietstausch mit dem Rajon Gurjewsk, bei dem ein Küstenstreifen am Kurischen Haff östlich von Selenogradsk übernommen wurde und der Küstenstreifen am Frischen Haff zwischen den Städten Swetly und Kaliningrad abgegeben wurde. Etwa 1975 wurden dort noch weitere Orte an den Rajon Gurjewsk abgegeben. Im Jahr 1977 wurde in der Bezeichnung der Rajonverwaltung der Begriff „der Abgeordneten der Werktätigen“ durch „der Volksabgeordneten“ ersetzt (ru. народных депутатов, narodnych deputatow).
Im Jahr 1992 wurde die Rajonverwaltung in Administration des Rajons Selenogradsk (ru. Администрация Зеленоградского района, Administrazija Selenogradskogo rajona) umbenannt. Im Jahr 1999 wurde auf dem Territorium des Rajons Selenogradsk die (gleichnamige) kommunale Selbstverwaltungseinheit Rajon Selenogradsk eingerichtet. Im Jahr 2005 wurde diese Verwaltungseinheit mit dem Status eines "munizipalen" Rajons versehen; darin wurde die kommunale Selbstverwaltung auf die lokale Ebene ausgeweitet und die bestehenden neun Dorfbezirke in vier Landgemeinden umgewandelt. Im Jahr 2015 wurde die kommunale Selbstverwaltung als Stadtkreis organisiert. Im Jahr 2022 wurde der Stadtkreis in einen Munizipalkreis umgewandelt.

### Dorfsowjets/Dorfbezirke 1947–2005
| Name           | Verwaltungssitz                      | deutscher Name   | Bemerkungen |
| -------------- | ------------------------------------ | ---------------- | --- |
| Cholmski       | Cholmy                               | Mülsen           | bis 1959, dann Wischnjowski                                                                                    |
| Gratschowski   | Gratschowka                          | Craam            | seit etwa 2000, vorher Schatrowski                                                                             |
| Jantarski      | Jantarny                             | Palmnicken       | bis 1959, dann Krasnotorowski                                                                                  |
| Kolossowski    | Kolossowka                           | Willgaiten       | von etwa 2000 bis 2001                                                                                         |
| Kostrowski     | Kostrowo                             | Bludau           | seit Anfang der 1990er Jahre, vorher zu Powarowski                                                             |
| Kowrowski      | Kowrowo                              | Dollkeim         | seit etwa 2000, vorher Wischnjowski                                                                            |
| Krasnotorowski | Krasnotorowka                        | Heiligenkreutz   | seit 1959, vorher Jantarski, wurde 1960 aufgelöst und um 2000 wieder eingerichtet                              |
| Kurschski      | Lesnoi                               | Sarkau           | seit etwa 2000                                                                                                 |
| Logwinski      | Logwino                              | Medenau          | bis 1963, dann (offenbar) aufgeteilt auf Pereslawski und Wolotschajewski im Rajon Gurjewsk                     |
| Melnikowski    | Melnikowo                            | Rudau            | bis 1959, dann Muromski                                                                                        |
| Muromski       | Muromskoje                           | Laptau           | seit 1959, vorher Melnikowski, von 1963 bis 1965 im Rajon Gurjewsk                                             |
| Pereslawski    | Pereslawskoje                        | Drugehnen        | von 1963 bis 1965 im Rajon Gurjewsk                                                                            |
| Powarowski     | Powarowka                            | Kirpehnen        | seit 1959, vorher Zwetnikowski, von 1963 bis 1965 im Rajon Gurjewsk                                            |
| Romanowski     | Romanowo                             | Pobethen         | von 1963 bis 1965 im Rajon Gurjewsk                                                                            |
| Schatrowski    | Schatrowo seit vor 1968: Gratschowka | Woiditten Craam  | von 1963 bis 1965 im Rajon Gurjewsk, bis etwa 2000, dann Gratschowski                                          |
| Swetlowski     | Swetloje                             | Zimmerbude       | bis 1949, der Ort Swetloje bekam dann den Status einer Siedlung städtischen Typs und wurde in Swetly umbenannt |
| Wischnjowski   | Wischnjowoje seit vor 1988: Kowrowo  | Wosegau Dollkeim | seit 1959, vorher Cholmski, von 1963 bis 1965 im Rajon Gurjewsk, bis etwa 2000, dann Kowrowski                 |
| Wsmorski       | Wsmorje                              | Groß Heydekrug   | bis 1954, dann zu Logwinski                                                                                    |
| Zwetnikowski   | Zwetnoje                             | Kallen           | seit 1950, vorher zu Logwinski, bis 1959, dann zu Powarowski                                                   |

### Gemeinden 2005–2015

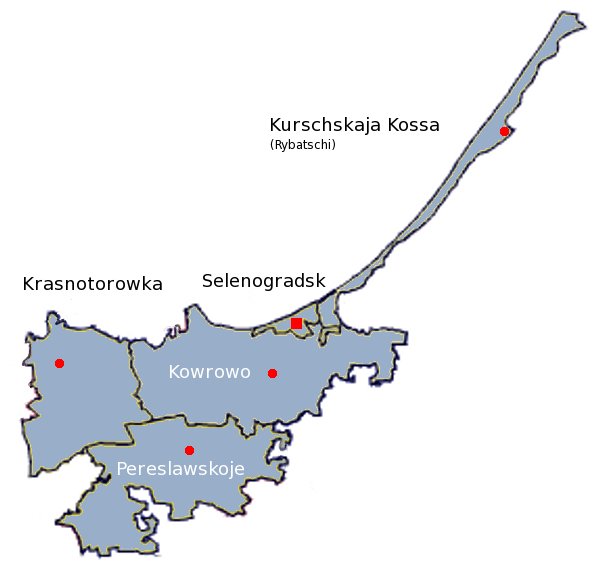
Verwaltungseinteilung des Rajons Selenogradsk 2005–2015

| Name                 | Verwaltungssitz | deutscher Name | Anzahl der Orte | Einwohner (2010) |
| -------------------- | --------------- | -------------- | --------------- | ---------------- |
| Städtische Gemeinde: |                 |                |                 |                  |
| Selenogradskoje      | Selenogradsk    | Cranz          | 1               | 13.026           |
| Landgemeinden:       |                 |                |                 |                  |
| Kowrowskoje          | Kowrowo         | Nautzau        | 53              | 7.847            |
| Krasnotorowskoje     | Krasnotorowka   | Heiligenkreutz | 36              | 3.396            |
| Kurschskaja Kossa    | Rybatschi       | Rossitten      | 3               | 1.309            |
| Pereslawskoje        | Pereslawskoje   | Drugehnen      | 19              | 6.693            |

### Einwohnerentwicklung
| Jahr | Einwohner | Bemerkungen                                                                                  |
| ---- | --------- | -------------------------------------------------------------------------------------------- |
| 1959 | 40.221    | Bezogen auf den Gebietsbestand von 1960. Umgerechnet auf den Gebietsbestand ab 1965: 20,4 T. |
| 1970 | 24.823    |                                                                                              |
| 1979 | 26.692    |                                                                                              |
| 1989 | 27.697    |                                                                                              |
| 2002 | 32.504    |                                                                                              |
| 2010 | 32.271    |                                                                                              |
| 2021 | 38.010    |                                                                                              |

### Funktionsträger

#### Parteisekretäre der WKP(B)/KPdSU 1947–1991
- 1947–1949: Konstantin Wassiljewitsch Firsakow (Константин Васильевич Фирсаков)
- 1949–1952: Filipp Iossifowitsch Popow (Филипп Иосифович Попов)
- 1952–1958: Alexandr Petrowitsch Lednew (Александр Петрович Леднев)
- 1958–1962: Wiktor Filippowitsch Machow (Виктор Филиппович Махов)
- 1962: Fjodor Michailowitsch Fedossejew (Фёдор Михайлович Федосеев)
- 1965–1987: Walentin Iwanowitsch Mossin (Валентин Иванович Мосин)
- 1987–1990: Gennadi Nikolajewitsch Deulin (Геннадий Никандрович Деулин)
- 1990–1991: Serafim Jakowlewitsch Ukolow (Серафим Яковлевич Уколов)

#### Vorsitzende
- 1946–1947: Jakow Tichonowitsch Kusnezow (Яков Тихонович Кузнецов)
- 1947–1948: Alexandr Antonowitsch Loboda (Александр Антонович Лобода)
- 1948–1949: P. I. Batrakow (П. И. Батраков)
- 1949–1957: G. I. Progressow (Г. И. Прогрессов)
- 1957–1958: Wiktor Filippowitsch Machow (Виктор Филиппович Махов)
- 1958–1960: I. A. Issaikin (И. А. Исайкин)
- 1960–1962: Fjodor Michailowitsch Fedossejew (Фёдор Михайлович Федосеев)
- 1962: Je. S. Plochow (Е. С. Плохов)
- 1965–1967: Boris Alexejewitsch Winogradow (Борис Алексеевич Виноградов)
- 1967–1969: Prokofi Wassiljewitsch Chrjukin (Прокофий Васильевич Хрюкин)
- 1969–1975: N. G. Gluschtschenkow (Н. Г. Глущенков)
- 1975–1989: Alexei Michailowitsch Moskalew (Алексей Михайлович Москалев)
- 1989–1996: Wladimir Wladimirowitsch Schegeda (Владимир Владимирович Шегеда)
- 1996–2000: Gennadi Nikolajewitsch Deulin (Геннадий Никандрович Деулин)
- 2000–2005: Wladimir Wladimirowitsch Schegeda (Владимир Владимирович Шегеда)
- 2005–2015: Waleri Georgijewitsch Gubarow (Валерий Георгиевич Губаров)
- 2015–2022: Sergei Wassiljewitsch Kulakow (Сергей Васильевич Кулаков)
- seit 2022: Raissa Michailowna Kilinskene (Раиса Михайловна Килинскене)

#### Verwaltungschefs
- 2015–2016: Michail Wassiljewitsch Logwinenko (Михаил Васильевич Логвиненко) (i. V.)
- seit 2016: Sergei Andrejewitsch Koschewoi (Сергей Андреевич Кошевой)